# Tapoa II
Tapoa II di Bora Bora, altrimenti noto come Tapoa II (Bora Bora, 1806 – Bora Bora, marzo 1860), è stato re di Bora Bora dal 1812 al 1860.

## Biografia
Tapoa II nacque nel 1806, figlio del sovrano locale Tapoa I e di sua moglie, Ai-mata. Salì al trono ancora bambino nel 1812 alla morte di suo padre, rimanendo per un certo periodo sotto la tutela governativa di sua madre.
Nel 1815, il 12 novembre, il consiglio di reggenza ordinò che le forze militari inviate da suo padre ad assistere il re Pomare II di Tahiti nel suo ritorno al trono dopo rivolte interne, prendessero parte alla Battaglia di Te Feipī. Da questa spedizione vittoriosa, inoltre, i soldati ebbero il pregio di riportare sull'isola di Bora Bora anche il cristianesimo che avevano appreso dai missionari durante la loro permanenza sull'isola di Moorea. Già nel 1818 Tapoa II, interessatosi a questo nuovo culto, fece venire a Bora Bora dei missionari (capeggiati dall'inglese reverendo Orsmond) che iniziarono a predicare la religione cristiana sull'isola. La prima chiesa cristiana a Bora Bora venne eretta sotto il patrocinio del sovrano nel 1822 a Vaitape.
Tapoa II sposò l'allora principessa e futura regina Pomare IV di Tahiti nel dicembre del 1822 divenendo quindi anche principe consorte di quel regno sino al 1834 quando il matrimonio, dopo un lungo periodo senza eredi, terminò in un divorzio. Successivamente Tapoa II si risposò con la nobile locale Tapoa Vahine.
Prima di morire nel marzo del 1860, aveva adottato la principessa Teariimaevarua, figlia della sua ex moglie e del suo nuovo marito, che gli succedette al trono col nome di Teriimaevarua II. Egli fu pertanto l'ultimo membro diretto della dinastia dei Tapoa di Bora Bora.

## Albero genealogico
|                               |   |                                  | Genitori     |  |  | Nonni |  |  | Bisnonni  |  |  | Trisnonni |  |
|                               |   |                                  |              |  |  |       |  |  | Mano-tahi |  |  | Tau-niua  |  |
|                               |   |                                  |              |  |  |       |  |  | Mano-tahi |  |  | Tau-niua  |  |
|                               |   | Ha'apai-taha'a-vahine di Raiatea |              |  |  |       |  |  | Mano-tahi |  |  |           |  |
| Ta'o-ata                      |   |                                  |              |  |  |       |  |  | Mano-tahi |  |  |           |  |
|                               |   | Te-i'oa-tua                      | …            |  |  |       |  |  |           |  |  |           |  |
|                               |   | Te-i'oa-tua                      | …            |  |  |       |  |  |           |  |  |           |  |
|                               |   | Te-i'oa-tua                      | …            |  |  |       |  |  |           |  |  |           |  |
| Tapoa I di Bora Bora          |   | Te-i'oa-tua                      |              |  |  |       |  |  |           |  |  |           |  |
|                               |   | Uru-a-tu                         | Teri'itemiro |  |  |       |  |  |           |  |  |           |  |
|                               |   | Uru-a-tu                         | Teri'itemiro |  |  |       |  |  |           |  |  |           |  |
|                               |   | Uru-a-tu                         | Tetope       |  |  |       |  |  |           |  |  |           |  |
| Teri'imaevarua I di Bora Bora |   | Uru-a-tu                         |              |  |  |       |  |  |           |  |  |           |  |
|                               |   | Tetua-ti'i-roa                   | …            |  |  |       |  |  |           |  |  |           |  |
|                               |   | Tetua-ti'i-roa                   | …            |  |  |       |  |  |           |  |  |           |  |
|                               |   | Tetua-ti'i-roa                   | …            |  |  |       |  |  |           |  |  |           |  |
| Tapoa II                      |   | Tetua-ti'i-roa                   |              |  |  |       |  |  |           |  |  |           |  |
|                               | … | …                                |              |  |  |       |  |  |           |  |  |           |  |
|                               | … | …                                |              |  |  |       |  |  |           |  |  |           |  |
|                               | … | …                                |              |  |  |       |  |  |           |  |  |           |  |
| Pa di Bora Bora               | … |                                  |              |  |  |       |  |  |           |  |  |           |  |
|                               |   | …                                | …            |  |  |       |  |  |           |  |  |           |  |
|                               |   | …                                | …            |  |  |       |  |  |           |  |  |           |  |
|                               |   | …                                | …            |  |  |       |  |  |           |  |  |           |  |
| Ai-mata di Bora Bora          |   | …                                |              |  |  |       |  |  |           |  |  |           |  |
|                               |   | …                                | …            |  |  |       |  |  |           |  |  |           |  |
|                               |   | …                                | …            |  |  |       |  |  |           |  |  |           |  |
|                               |   | …                                | …            |  |  |       |  |  |           |  |  |           |  |
| …                             |   | …                                |              |  |  |       |  |  |           |  |  |           |  |
|                               |   | …                                | …            |  |  |       |  |  |           |  |  |           |  |
|                               |   | …                                | …            |  |  |       |  |  |           |  |  |           |  |
|                               |   | …                                | …            |  |  |       |  |  |           |  |  |           |  |
|                               |   | …                                |              |  |  |       |  |  |           |  |  |           |  |